# Llista de monuments de l'Alcalatén
Llista de monuments de l'Alcalatén inscrits en l'Inventari General del Patrimoni Cultural Valencià per la comarca de l'Alcalatén.
S'inclouen els monuments declarats com a Béns d'Interés Cultural (BIC), classificats com a béns immobles sota la categoria de monuments (realitzacions arquitectòniques o d'enginyeria, i obres d'escultura colossal), i els monuments declarats com a Béns immobles de rellevància local (BRL). Estan inscrits en l'Inventari General del Patrimoni Cultural Valencià, en les seccions 1a i 2a respectivament.

## L'Alcora
| Monument                                                          | Prot.? | Estil/època                           | Localització                    | Coordenades                                               | Codi?         | Imatge |
| ----------------------------------------------------------------- | ------ | ------------------------------------- | ------------------------------- | --------------------------------------------------------- | ------------- | --- |
| Castell de l'Alcalatén                                            | BIC    | Islàmic - medieval S.X; S.XII, S.XIII | L'Alcora Mont de Sant Cristòfol | 40° 05′ 33″ N, 0° 11′ 50″ O / 40.092462°N,0.197108°O      | RI-51-0010535 | Castell de l'Alcalatén (l'Alcora) · Vegeu més fotos d'aquest monument · Carregueu una nova foto d'aquest monument                                          |
| Ermita fortificada del Salvador                                   | BIC    |                                       | L'Alcora Mont de Sant Cristòfol | 40° 05′ 31″ N, 0° 11′ 49″ O / 40.091957°N,0.197038°O      | 12.04.005-009 | Ermita fortificada del Salvador (l'Alcora) · Vegeu més fotos d'aquest monument · Carregueu una nova foto d'aquest monument                                 |
| El Fort de Sant Cristòfol                                         | BIC    |                                       | L'Alcora Mont de Sant Cristòfol | 40° 04′ 46″ N, 0° 13′ 03″ O / 40.079468°N,0.217445°O      | 12.04.005-010 | El Fort de Sant Cristòfol (l'Alcora) · Vegeu més fotos d'aquest monument · Carregueu una nova foto d'aquest monument                                       |
| Escut dels Marco Lloris de la Torreta de l'antic palau dels Marco | BIC    |                                       | L'Alcora C. Cura Bertrán        | 40° 04′ 35″ N, 0° 12′ 42″ O / 40.076252°N,0.211697°O      | 12.04.005-013 | Escut dels Marco Lloris de la Torreta de l'antic palau dels Marco (l'Alcora) · Carregueu una nova foto d'aquest monument                                   |
| Escut dels Marco Lloris de la Torreta de la capella dels Dolors   | BIC    |                                       | L'Alcora C. Major               | 40° 04′ 35″ N, 0° 12′ 42″ O / 40.076341°N,0.211771°O      | 12.04.005-014 | Escut dels Marco Lloris de la Torreta de la capella dels Dolors (l'Alcora) · Vegeu més fotos d'aquest monument · Carregueu una nova foto d'aquest monument |
| Capella del Carme                                                 | BRL    |                                       | L'Alcora                        | 40° 04′ 35″ N, 0° 12′ 42″ O / 40.076416°N,0.211735°O      | 12.04.005-006 | Capella del Carme (l'Alcora) · Vegeu més fotos d'aquest monument · Carregueu una nova foto d'aquest monument                                               |
| Ermita de Sant Joaquim i Santa Anna                               | BRL    |                                       | L'Alcora Pl. de la Ermita, 1    | 40° 03′ 57″ N, 0° 16′ 29″ O / 40.065914°N,0.274725°O      | 12.04.005-002 | Ermita de Sant Joaquim i Santa Anna (l'Alcora) · Vegeu més fotos d'aquest monument · Carregueu una nova foto d'aquest monument                             |
| Ermita de Sant Vicent                                             | BRL    | S.XVII (1609)                         | L'Alcora A 2 km de la població  | 40° 05′ 04″ N, 0° 13′ 13″ O / 40.084507°N,0.220370°O      | 12.04.005-004 | Ermita de Sant Vicent (l'Alcora) · Vegeu més fotos d'aquest monument · Carregueu una nova foto d'aquest monument                                           |
| Ermita del Calvari                                                | BRL    |                                       | L'Alcora                        | 40° 04′ 37″ N, 0° 13′ 00″ O / 40.077062°N,0.216647°O      | 12.04.005-003 | Ermita del Calvari (l'Alcora) · Vegeu més fotos d'aquest monument · Carregueu una nova foto d'aquest monument                                              |
| Església de la Sang                                               | BRL    |                                       | L'Alcora                        | 40° 04′ 35″ N, 0° 12′ 42″ O / 40.07638889°N,0.211666667°O | 12.04.005-005 | Església de la Sang (l'Alcora) · Vegeu més fotos d'aquest monument · Carregueu una nova foto d'aquest monument                                             |
| Església de Sant Francesc                                         | BRL    |                                       | L'Alcora Pl. del Convent        | 40° 04′ 23″ N, 0° 12′ 44″ O / 40.072965°N,0.212141°O      | 12.04.005-007 | Església de Sant Francesc (l'Alcora) · Vegeu més fotos d'aquest monument · Carregueu una nova foto d'aquest monument                                       |
| Església de Sant Miquel                                           | BRL    | S.XVII (1629)                         | L'Alcora La Foia de l'Alcalatén | 40° 06′ 14″ N, 0° 12′ 32″ O / 40.10388889°N,0.208888889°O | 12.04.005-008 | Església de Sant Miquel (l'Alcora) · Vegeu més fotos d'aquest monument · Carregueu una nova foto d'aquest monument                                         |
| Església parroquial de l'Assumpció                                | BRL    |                                       | L'Alcora Pl. de l'Església      | 40° 04′ 34″ N, 0° 12′ 48″ O / 40.076060°N,0.213321°O      | 12.04.005-011 | Església parroquial de l'Assumpció (l'Alcora) · Vegeu més fotos d'aquest monument · Carregueu una nova foto d'aquest monument                              |

## Atzeneta del Maestrat
| Monument                              | Prot.? | Estil/època              | Localització                                                | Coordenades                                            | Codi?          | Imatge |
| ------------------------------------- | ------ | ------------------------ | ----------------------------------------------------------- | ------------------------------------------------------ | -------------- | --- |
| Castell, o el Castellar               | BIC    | Medieval - renaixentista | Atzeneta del Maestrat Partida del Castell                   | 40° 11′ 48″ N, 0° 12′ 09″ O / 40.196643°N,0.202475°O   | RI-51-0010972  | Castell (Atzeneta del Maestrat) · Vegeu més fotos d'aquest monument · Carregueu una nova foto d'aquest monument                              |
| Recinte murat d'Atzeneta del Maestrat | BIC    |                          | Atzeneta del Maestrat Junt a l'església parroquial          | 40° 13′ 00″ N, 0° 10′ 13″ O / 40.216681°N,0.170208°O   | 12.04.001-008  | Recinte murat d'Atzeneta del Maestrat · Vegeu més fotos d'aquest monument · Carregueu una nova foto d'aquest monument                        |
| Escut dels Barceló                    | BIC    |                          | Atzeneta del Maestrat                                       | 40° 13′ 00″ N, 0° 10′ 11″ O / 40.21669°N,0.16981°O     | 12.04.001-010  | Escut dels Barceló (Atzeneta del Maestrat) · Modifica el valor a Wikidata · Carregueu una nova foto d'aquest monument                        |
| Emblema de Jesús                      | BIC    |                          | Atzeneta del Maestrat                                       |                                                        | 12.04.001-011  | Carregueu una nova foto d'aquest monument |
| Escut heràldic dels Moles Bertran     | BIC    |                          | Atzeneta del Maestrat C. Venerable Juan Bautista Bertrán, 9 |                                                        | 46.258.036-265 | Carregueu una nova foto d'aquest monument |
| Ermita de Loreto                      | BRL    | S.XVII (1602)            | Atzeneta del Maestrat Pl. de Loreto - c. del Calvari        | 40° 12′ 57″ N, 0° 10′ 21″ O / 40.215894°N,0.172552°O   | 12.04.001-005  | Ermita de Loreto (Atzeneta del Maestrat) · Vegeu més fotos d'aquest monument · Carregueu una nova foto d'aquest monument                     |
| Ermita de Sant Gregori                | BRL    | S.XVIII (1723)           | Atzeneta del Maestrat Partida de Sant Gregori               | 40° 13′ 30″ N, 0° 09′ 56″ O / 40.225106°N,0.165567°O   | 12.04.001-002  | Ermita de Sant Gregori (Atzeneta del Maestrat) · Vegeu més fotos d'aquest monument · Carregueu una nova foto d'aquest monument               |
| Ermita de Sant Josep                  | BRL    | S.XVIII                  | Atzeneta del Maestrat Partida Pla de Meanes                 | 40° 24′ 43″ N, 0° 11′ 51″ O / 40.4119054°N,0.1976227°O | 12.04.001-006  | Carregueu una nova foto d'aquest monument |
| Ermita de Sant Joan del Castell       | BRL    | S.XVI (1516)             | Atzeneta del Maestrat Partida del Castell                   | 40° 11′ 48″ N, 0° 12′ 09″ O / 40.196643°N,0.202475°O   | 12.04.001-004  | Ermita de Sant Joan del Castell (Atzeneta del Maestrat) · Vegeu més fotos d'aquest monument · Carregueu una nova foto d'aquest monument      |
| Ermita de Sant Roc                    | BRL    | Barroc S.XVIIII (1757)   | Atzeneta del Maestrat Pl. Major                             | 40° 13′ 00″ N, 0° 10′ 09″ O / 40.216664°N,0.169263°O   | 12.04.001-009  | Ermita de Sant Roc (Atzeneta del Maestrat) · Vegeu més fotos d'aquest monument · Carregueu una nova foto d'aquest monument                   |
| Ermita del Calvari                    | BRL    |                          | Atzeneta del Maestrat C. Calvari                            | 40° 12′ 58″ N, 0° 10′ 25″ O / 40.215996°N,0.173475°O   | 12.04.001-007  | Ermita del Calvari (Atzeneta del Maestrat) · Vegeu més fotos d'aquest monument · Carregueu una nova foto d'aquest monument                   |
| Església parroquial de Sant Bartomeu  | BRL    |                          | Atzeneta del Maestrat                                       | 40° 13′ 00″ N, 0° 10′ 13″ O / 40.21675°N,0.170222°O    | 12.04.001-003  | Església parroquial de Sant Bartomeu (Atzeneta del Maestrat) · Vegeu més fotos d'aquest monument · Carregueu una nova foto d'aquest monument |

## Benafigos
| Monument                                  | Prot.? | Estil/època                                       | Localització                   | Coordenades                                          | Codi?         | Imatge |
| ----------------------------------------- | ------ | ------------------------------------------------- | ------------------------------ | ---------------------------------------------------- | ------------- | --- |
| Muralles de Benafigos                     | BIC    |                                                   | Benafigos A la població        | 40° 16′ 35″ N, 0° 12′ 32″ O / 40.276367°N,0.208772°O | 12.04.025-001 | Muralles de Benafigos · Vegeu més fotos d'aquest monument · Carregueu una nova foto d'aquest monument                                 |
| Ermita de la Mare de Déu de l'Ortisella   | BRL    | S.XVI (1567); S.XIX (1853) sagristia; S.XX hostal | Benafigos Camí de l'Ermita     | 40° 17′ 35″ N, 0° 12′ 49″ O / 40.293079°N,0.213547°O | 12.04.025-005 | Carregueu una nova foto d'aquest monument                                                                                             |
| Ermita del Calvari                        | BRL    | S.XVIII (1740)                                    | Benafigos                      | 40° 16′ 40″ N, 0° 12′ 33″ O / 40.277782°N,0.209207°O | 12.04.025-003 | Ermita del Calvari (Benafigos) · Vegeu més fotos d'aquest monument · Carregueu una nova foto d'aquest monument                        |
| Església parroquial de Sant Joan Baptista | BRL    | S.XIII; S.XVIII                                   | Benafigos Pl. de l'Església, 1 | 40° 16′ 36″ N, 0° 12′ 32″ O / 40.276681°N,0.208960°O | 12.04.025-004 | Església parroquial de Sant Joan Baptista (Benafigos) · Vegeu més fotos d'aquest monument · Carregueu una nova foto d'aquest monument |

## Costur
| Monument                                | Prot.? | Estil/època | Localització                 | Coordenades                                          | Codi?         | Imatge |
| --------------------------------------- | ------ | ----------- | ---------------------------- | ---------------------------------------------------- | ------------- | --- |
| Església parroquial de Sant Pere Màrtir | BRL    |             | Costur Pl. de l'Església, 12 | 40° 07′ 14″ N, 0° 10′ 26″ O / 40.120689°N,0.173764°O | 12.04.049-001 | Església parroquial de Sant Pere Màrtir (Costur) · Vegeu més fotos d'aquest monument · Carregueu una nova foto d'aquest monument |

## Figueroles
| Monument                          | Prot.? | Estil/època | Localització                 | Coordenades                                          | Codi?         | Imatge |
| --------------------------------- | ------ | ----------- | ---------------------------- | ---------------------------------------------------- | ------------- | --- |
| Ermita del Calvari                | BRL    |             | Figueroles Camí del Calvari  | 40° 07′ 11″ N, 0° 14′ 15″ O / 40.119738°N,0.237440°O | 12.04.060-002 | Ermita del Calvari (Figueroles) · Vegeu més fotos d'aquest monument · Carregueu una nova foto d'aquest monument                |
| Església parroquial de Sant Mateu | BRL    |             | Figueroles Pl. de l'Església | 40° 07′ 03″ N, 0° 14′ 16″ O / 40.117621°N,0.237912°O | 12.04.060-001 | Església parroquial de Sant Mateu (Figueroles) · Vegeu més fotos d'aquest monument · Carregueu una nova foto d'aquest monument |

## Llucena
| Monument                           | Prot.? | Estil/època | Localització                            | Coordenades                                          | Codi?         | Imatge |
| ---------------------------------- | ------ | ----------- | --------------------------------------- | ---------------------------------------------------- | ------------- | --- |
| Torre de L'Oró                     | BIC    |             | Llucena A uns 400 metres de la població | 40° 08′ 05″ N, 0° 16′ 58″ O / 40.13473°N,0.28264°O   | 12.04.072-003 | Carregueu una nova foto d'aquest monument                                                                                    |
| Castell i muralles les Torrocelles | BIC    |             | Llucena Prop del nucli urbà d'Atzeneta  | 40° 11′ 46″ N, 0° 13′ 40″ O / 40.196249°N,0.227709°O | 12.04.072-004 | Castell i muralles les Torrocelles (Llucena) · Vegeu més fotos d'aquest monument · Carregueu una nova foto d'aquest monument |
| Recinte murat de Llucena           | BIC    |             | Llucena                                 |                                                      | 12.04.072-011 | Carregueu una nova foto d'aquest monument                                                                                    |
| Ermita de Sant Antoni              | BRL    |             | Llucena Partida de la Pedrenyera        | 40° 08′ 10″ N, 0° 17′ 04″ O / 40.136054°N,0.284454°O | 12.04.072-008 | Ermita de Sant Antoni (Llucena) · Vegeu més fotos d'aquest monument · Carregueu una nova foto d'aquest monument              |
| Ermita de Sant Vicent Ferrer       | BRL    | S.XVII      | Llucena En la Penya de l'Amor           | 40° 08′ 02″ N, 0° 16′ 38″ O / 40.133889°N,0.277222°O | 12.04.072-007 | Ermita de Sant Vicent Ferrer (Llucena) · Vegeu més fotos d'aquest monument · Carregueu una nova foto d'aquest monument       |
| Ermita del Calvari                 | BRL    |             | Llucena                                 | 40° 08′ 06″ N, 0° 16′ 48″ O / 40.13503°N,0.27992°O   | 12.04.072-005 | Carregueu una nova foto d'aquest monument                                                                                    |
| Església parroquial de l'Assumpció | BRL    |             | Llucena Pl. d'Espanya, 2                | 40° 08′ 19″ N, 0° 16′ 49″ O / 40.138528°N,0.280167°O | 12.04.072-009 | Església parroquial de l'Assumpció (Llucena) · Vegeu més fotos d'aquest monument · Carregueu una nova foto d'aquest monument |

## Les Useres
| Monument                                 | Prot.? | Estil/època | Localització | Coordenades                                               | Codi?         | Imatge |
| ---------------------------------------- | ------ | ----------- | ------------ | --------------------------------------------------------- | ------------- | --- |
| Ermita de la Verge de Loreto             | BRL    |             | Les Useres   | 40° 09′ 28″ N, 0° 10′ 00″ O / 40.15777778°N,0.166666667°O | 12.04.122-004 | Ermita de la Verge de Loreto (les Useres) · Vegeu més fotos d'aquest monument · Carregueu una nova foto d'aquest monument             |
| Ermita de Santa Waldesca                 | BRL    | S.XIX       | Les Useres   | 40° 09′ 26″ N, 0° 09′ 57″ O / 40.15722222°N,0.165833333°O | 12.04.122-001 | Ermita de Santa Waldesca (les Useres) · Vegeu més fotos d'aquest monument · Carregueu una nova foto d'aquest monument                 |
| Ermita del Crist, o Ermita del Salvador  | BRL    |             | Les Useres   | 40° 09′ 26″ N, 0° 09′ 48″ O / 40.15722222°N,0.163333333°O | 12.04.122-003 | Ermita del Crist (les Useres) · Vegeu més fotos d'aquest monument · Carregueu una nova foto d'aquest monument                         |
| Església parroquial de la Transfiguració | BRL    |             | Les Useres   | 40° 09′ 26″ N, 0° 09′ 55″ O / 40.15725°N,0.16525°O        | 12.04.122-002 | Església parroquial de la Transfiguració (les Useres) · Vegeu més fotos d'aquest monument · Carregueu una nova foto d'aquest monument |

## Vistabella del Maestrat
| Monument                                                      | Prot.? | Estil/època               | Localització                                                | Coordenades                                               | Codi?         | Imatge |
| ------------------------------------------------------------- | ------ | ------------------------- | ----------------------------------------------------------- | --------------------------------------------------------- | ------------- | --- |
| Castell del Boi                                               | BIC    |                           | Vistabella del Maestrat Monticle a la serra del Boi         | 40° 20′ 12″ N, 0° 14′ 45″ O / 40.336633°N,0.245776°O      | RI-51-0012147 | Carregueu una nova foto d'aquest monument |
| Castell i muralles                                            | BIC    |                           | Vistabella del Maestrat Al centre de la població            | 40° 17′ 37″ N, 0° 17′ 28″ O / 40.293737°N,0.291229°O      | RI-51-0012200 | Castell i muralles de Vistabella del Maestrat · Carregueu una nova foto d'aquest monument                                                                               |
| Església parroquial de l'Assumpció de la Mare de Déu          | BIC    | Renaixement S.XVI; S.XVII | Vistabella del Maestrat Pl. de l'Església                   | 40° 17′ 38″ N, 0° 17′ 31″ O / 40.293901°N,0.291910°O      | RI-51-0009181 | Església Parroquial de l'Assumpció de la Mare de Déu (Vistabella del Maestrat) · Vegeu més fotos d'aquest monument · Carregueu una nova foto d'aquest monument          |
| Santuari de Sant Joan Baptista de Penyagolosa i Santa Bàrbara | BIC    | S.XVII; S.XVIII           | Vistabella del Maestrat Al peu del pic del Penyagolosa      | 40° 15′ 04″ N, 0° 21′ 17″ O / 40.251179°N,0.354591°O      | RI-51-0012191 | Santuari de Sant Joan Baptista de Penyagolosa i Santa Bàrbara (Vistabella del Maestrat) · Vegeu més fotos d'aquest monument · Carregueu una nova foto d'aquest monument |
| Antic palau                                                   | BRL    |                           | Vistabella del Maestrat C. Forn Vell, 8-12 - c. Jesús, 7-11 | 40° 17′ 37″ N, 0° 17′ 34″ O / 40.29361111°N,0.292777778°O | 12.04.139-010 | Carregueu una nova foto d'aquest monument |
| Casa Gòtica                                                   | BRL    |                           | Vistabella del Maestrat C. Rosario, 16                      | 40° 17′ 36″ N, 0° 17′ 34″ O / 40.29333°N,0.29278°O        | 12.04.139-011 | Carregueu una nova foto d'aquest monument |
| Ermita de la Mare de Déu de Loreto                            | BRL    |                           | Vistabella del Maestrat C. Raval de Loreto                  | 40° 17′ 35″ N, 0° 17′ 39″ O / 40.293093°N,0.294292°O      | 12.04.139-006 | Ermita de la Mare de Déu de Loreto (Vistabella del Maestrat) · Vegeu més fotos d'aquest monument · Carregueu una nova foto d'aquest monument                            |
| Ermita de Sant Antoni                                         | BRL    |                           | Vistabella del Maestrat Camí del Cementiri                  | 40° 17′ 36″ N, 0° 17′ 49″ O / 40.293373°N,0.297071°O      | 12.04.139-008 | Carregueu una nova foto d'aquest monument |
| Ermita de Sant Bertomeu                                       | BRL    |                           | Vistabella del Maestrat Ctra. del Pla                       | 40° 20′ 03″ N, 0° 14′ 47″ O / 40.334147°N,0.246398°O      | 12.04.139-007 | Carregueu una nova foto d'aquest monument |

## Xodos
| Monument                                | Prot.? | Estil/època | Localització              | Coordenades                                               | Codi?         | Imatge |
| --------------------------------------- | ------ | ----------- | ------------------------- | --------------------------------------------------------- | ------------- | --- |
| Castell i muralles                      | BIC    |             | Xodos Al centre del poble | 40° 14′ 39″ N, 0° 17′ 10″ O / 40.244284°N,0.286154°O      | 12.04.055-001 | Castell i muralles de Xodos · Vegeu més fotos d'aquest monument · Carregueu una nova foto d'aquest monument                     |
| Ermita de Sant Cristòfol                | BRL    |             | Xodos                     | 40° 14′ 53″ N, 0° 25′ 20″ O / 40.248056°N,0.422222°O      | 12.04.055-002 | Ermita de Sant Cristòfol (Xodos) · Vegeu més fotos d'aquest monument · Carregueu una nova foto d'aquest monument                |
| Ermita del Calvari                      | BRL    |             | Xodos                     | 40° 14′ 45″ N, 0° 17′ 16″ O / 40.245933°N,0.287907°O      | 12.04.055-004 | Ermita del Calvari (Xodos) · Vegeu més fotos d'aquest monument · Carregueu una nova foto d'aquest monument                      |
| Església parroquial de Sant Pere Màrtir | BRL    |             | Xodos Pl. de l'Església   | 40° 14′ 43″ N, 0° 17′ 13″ O / 40.24527778°N,0.286944444°O | 12.04.055-003 | Església parroquial de Sant Pere Màrtir (Xodos) · Vegeu més fotos d'aquest monument · Carregueu una nova foto d'aquest monument |